# Пласенсија
Пласенсија (шп. Plasencia) град је у Шпанији у аутономној заједници Екстремадура у покрајини Касерес. Према процени из 2017. у граду је живело 40 663 становника.

## Становништво
Према процени, у граду је 2017. живело 40 663 становника.
| 1970.  | 1981.  | 1991.  | 2000.  | 2011.  | 2017.  |
| ------ | ------ | ------ | ------ | ------ | ------ |
| 24.174 | 32.178 | 36.826 | 37.018 | 41.392 | 40.663 |

## Партнерски градови
- Пјаченца
- Сантијаго де Чиле
- Ним
- San Miguel de Abona
- Куенка
- Талавера де ла Реина
- Ескалона
- Кастело Бранко